# Vince Melouney
Vince Melouney (Sídney, Australia, 18 de agosto de 1945) es un guitarrista, vocalista y compositor australiano. Se unió a las bandas Billy Thorpe & The Aztecs, Vince & Tony's Two, Bee Gees, Fanny Adams y The Vince Maloney Sect.

## Trayectoria
Melouney nació en Sídney. Fue miembro fundador de Billy Thorpe & The Aztecs, tocando con la banda como guitarrista principal de 1963 a 1965, al que siguió un dúo efímero con su compatriota azteca Tony Barber , llamado Vince & Tony's Two. En 1966, lanzó "I Need Your Lovin 'Tonight" y su lado B, " Mystery Train "; Barry Gibb, Robin Gibb y Maurice Gibb cantan voces de respaldo en ambas canciones.
En 1967, después de mudarse al Reino Unido, fue invitado a unirse a los Bee Gees. Él fue el guitarrista principal en sus primeros tres álbumes; Bee Gees' 1st, Horizontal, Idea. En junio de 1968, mientras era un Bee Gee, escribió e interpretó "Such a Shame" (la única pista que no fue escrita ni cantada por uno de los hermanos Gibb). La canción fue lanzada en la versión británica del álbum Idea, pero en la versión estadounidense, fue reemplazada por "I've Gotta Get a Message to You". Melouney prefirió la guitarra Gibson ES-355 y se puede ver en varios vídeos y actuaciones en vivo de Bee Gees desde 1967 hasta 1968. En noviembre de 1968, la revista de música del Reino Unido, NME, informó que el concierto final de Melouney con los Bee Gees sería el 1 de diciembre, después del final de su gira alemana.
En 1969, formó un grupo de corta duración, Fanny Adams, con Doug Parkinson en la voz principal, Teddy Toi en el bajo y Johnny Dick en la batería, que grabaron un álbum homónimo, Fanny Adams. En el verano de 1976, se encontró con Barry Gibb y escribieron "Let It Ride" y "Morning Rain", pero ninguna de las dos canciones fue grabada. Se reincorporó a los Bee Gees para el concierto "One Night Only" celebrado en Sídney, Australia, en 1999, y se unió a Billy Thorpe y los Aztecas para una gira en 2002/3. Al término de esa gira, completó su primer álbum en solitario, lanzado con el título Covers, que tenía diez versiones de canciones, incluyendo "Love Her Madly", "Come Together" y "Lay Down Sally ".
La influencia de Melouney fue The Band, a través de su álbum Music from Big Pink, y explicó: "Estoy influenciado en la medida en que puedo ver lo que están haciendo y lo respeto. He dejado que sus ideas aumenten mis ideas".
Vince toca la guitarra principal en el álbum de Paul Jones de 2015, Suddenly I Like It y el nuevo álbum de Carla Olson, aún sin título.

## Discografía

### Billy Thorpe & the Aztecs (1965)
- "I Told The Brook" / "Funny Face" (1965)
- "Twilight Time" / "My Girl Josephine" (1965)
- "Hallelujah I Love Her So" / "Baby Hold Me Close" (1965)
- "Poison Ivy" / "Blue Day" (1965)
- "Love Letters" / "Dancing in the Street" (1965)

### Bee Gees (1967-1970)
- Bee Gees' 1st (1967)
- Horizontal (1968)
- Idea (1968)
- Odessa (1969) (en algunas canciones)
- Cucumber Castle (1970) (solo en "IOIO")